# Abacetus abor
Abacetus abor es una especie de escarabajo terrestre de la subfamilia Pterostichinae.  Fue descrito por Herbert Edward Andrewes en 1942 y se encuentra en la India. 